# Ginkgo Bioworks
Ginkgo Bioworks — американская биотехнологическая компания, основанная в 2009 году учёными из Массачусетского технологического института и возглавляемая Джейсоном Келли. Компания специализируется на использовании генной инженерии для производства бактерий. В 2019 году компанию оценили в 4,2 миллиарда долларов. Она привлекла 290 миллионов долларов в сентябре и 350 миллионов долларов в октябре того же года.

## История
16 декабря 2020 года стало известно, что Ginkgo Bioworks приобретёт основные активы платформы микробной инженерии Novogy.
11 мая 2021 года Gingko Bioworks объявила о планах выхода на биржу в результате слияния со SPAC Soaring Eagle при оценке в 17,5 миллиардов долларов.
14 мая 2021 года Ginkgo объявила, что новым тикером для NYSE будет DNA. Тикер ранее использовался Genentech, которая прекратила использовать тикер после приобретения Roche. Торги начались 17 сентября 2021 г. Компания Baillie Gifford стала крупнейшим акционером (15 %), купив 167,75 млн акций 31 марта 2022 г.
14 марта 2022 года стало известно, что Ginkgo Bioworks подписала соглашение о приобретении FGen AG, ведущей биоинженерной компании, и её собственной платформы для скрининга со сверхвысокой пропускной способностью.
6 июня 2022 года стало известно, что Ginkgo Bioworks приобрела активы у Bitome, интегрированной платформы мониторинга метаболитов.
25 июля 2022 года Ginkgo Bioworks согласилась приобрести Zymergen за 300 миллионов долларов в рамках сделки с полным пакетом акций.
4 октября 2022 года стало известно, что Ginkgo Bioworks приобретёт Adaptive Laboratory Evolution Company Altar.
4 октября 2022 года стало известно, что Ginkgo Bioworks приобретёт Circularis для расширения возможностей в области клеточной и генной терапии.